# 島へ。
『島へ。』（しまへ）は、海風舎が刊行している日本の島（離島）の専門雑誌。奇数月の15日に発売。

## 概要
長崎県の五島列島内、福江島にあった福江市（現在の五島市）出身で、衆議院議員の山田正彦により2001年8月に創刊。創刊の動機について山田は「島のことを取り上げるメディアがないから自分で作ってしまおう」と自らの公式サイトで述べている。
2014年には発刊日を奇数月に変更。このため、1月号（通巻75号）の次が4月号（通巻76号）となった。山田は同年6月号（通巻77号）で、前年に他界した母に代わり海風舎代表取締役に就任したことを明らかにするとともに、次号から編集内容、編集体制を刷新することを宣言。次号の発売日は決定次第ホームページで告知するとされたが、次号までは6ヶ月間の空白が生じ、通巻78号は同年12月号となった。
『島へ。』は隔月（奇数月）刊で、発行部数は自称で6万部。全国の一般書店、沖縄県内のコンビニチェーン店舗での販売、自社サイトでの通信販売の他、日本トランスオーシャン航空（JTA）の機内誌としても販売されていると紹介されている。沖縄県内の琉球諸島を中心とした路線網を持つJTAは『島へ。』のスポンサー企業でもある。この他、鹿児島県奄美諸島の徳之島（徳之島町）出身の徳田虎雄が設立した特定医療法人徳洲会、離島への電力供給も行う東京電力や沖縄電力、長崎県西海市の大島に設立された大島造船所など、離島との関係が強い企業などもスポンサーとなっている。山田も参加していた超党派の議員連盟である「島嶼議員連盟」は協力団体の関係にある。
各号で特定の島を中心とした特集を組み、その島の名所や風土を紹介する。著名人が島について語るスペシャルインタビューや、カベルナリア吉田によるエッセイも連載。また、島旅ガイド情報、島のお嫁さん募集、島の求人情報など、島への移住を考える人に向けた情報も掲載されている。
出版社の海風舎は東京都千代田区神田錦町に所在。『島へ。』と連動させる形で、公式サイトでは島名産品の通信販売や宣伝用途での写真貸出などの事業も行っている。